# 쉬운 일본어
쉬운 일본어(やさしい日本語, 야사시이 니혼고)는 간단한 표현, 단순화된 문장 구조, 후리가나(가나 (문자))를 추가하여 일본어 능력이 부족한 어린이와 외국인이 이해하기 쉽게 일본어를 단순화시킨 것을 말한다.

## 자연재해 완화
1995년 한신대지진 당시 일본인과 마찬가지로 많은 외국인 주민들도 피해를 입었다. 후속 조사에 따르면 피난소나 생명선에 대한 정보를 이해하지 못해서 더욱 어려움을 겪는 것으로 나타났다. 일본에 거주하는 외국인의 모국어는 매우 다양하며, 재해가 발생했을 때 해당 정보를 즉시 다국어로 번역하는 것은 매우 어렵다.
이러한 문제에 직면하여 히로사키 대학의 사토 가즈유키와 그의 동료들은 이전 일본어 능력 시험 3급에 해당하는 사람들도 쉽게 이해할 수 있는 간결하고 명확한 일본어 변형인 쉬운 일본어를 연구하고 고안했다. 1999년 3월, 히로사키대학 사회언어학 연구실 홈페이지에서는 재해나 대피에 관한 구체적인 제안과 지도를 쉬운 일본어로 정리한 '재해 시 외국인 지원 매뉴얼'(히로사키판)을 발행했다. 본 설명서는 지명 등 일부 부품을 교체하면 일본 전국 어디에서나 사용할 수 있다. 2005년과 2013년에는 계획된 정전 및 물 절약 요청에 대한 정보를 포함하도록 확장 및 개정되었다.
또한, 쉬운 일본어를 설명하는 팜플렛과 팜플렛 작성 요령을 무료로 다운로드 및 인쇄할 수 있다. 2016년에는 쉬운 일본어 용어사전이 제작되어 무료로 제공되었다. 재해 발생 후의 생활정보와 관련된 약 7,600단어를 수록하고 있다.